# Baralho (Bayeux)
Baralho é um bairro da cidade brasileira de Bayeux, estado da Paraíba, localizado a menos de quatro quilômetros do centro da cidade, às margens da Avenida Liberdade, uma das principais da cidade. O bairro conta em 2010, segundo dados do IBGE, com 2.344 pessoas. A Ilha do Eixo é parte integrante da área territorial do bairro.

## História

### Entreposto comercial
O bairro do Baralho foi a primeira região a ser povoada da atual cidade de Bayeux e já foi no passado um importante entreposto pesqueiro, pois estava estrategicamente localizado entre as cidades de João Pessoa e Santa Rita, às margens do estuário do Rio Paraíba.
Na década de 60 e 70, comerciantes locais lidavam com mais de cinco mil quilos de pescado diariamente (crustáceos e peixe, sobretudo) provenientes dos pescadores e catadores de caranguejos, siris, tesouras e aratus da região. Nessa época de apogeu econômico, dezenas de balaieiros – homens com balaios à espera do pescado – esperavam os pescados trazidos por cerca de quarenta barcaças através do Sanhauá. Os pescados eram vendidos posteriormente pelas feiras livres e ruas dos bairros da capital do estado.

### «Ponte do Baralho»
Denominada «Ponte do Baralho», a ponte sobre o rio Sanhauá foi iniciada na década de 1830, tendo sido reconstruída várias vezes nas décadas posteriores. Sobre as origens da ponte, na Revista do IHGP, volumes 10–13, há a seguinte citação:
«A ponte do Rio Sanhauá, que liga o Baralho a João Pessoa, foi reconstruída em 1831, sob concorrência pública.»
Um dos projetos mais ousados foi o idealizado nos fins do século XIX pelo então governador Henrique de Beaurepaire Rohan. A restauração sobre estacas de madeira ficou por conta do engenheiro português Francisco Soares da Silva Retumba.

## Economia
O bairro conta com poucas atividades econômicas, entre elas a Companhia Industrial do Sisal (CISAL), de fibras têxteis, e a Usina Monte Alegre S.A., esta última especializada na produção de açúcar. Um dos fatores para a estagnação econômica atual do Baralho é sobretudo a poluição dos rios do entorno, assim como descaso político em criar estratégias de reavivamento da economia local.  Com a poluição diminuiu-se a pesca, que outrora produzia bagres, tainhas, curimatãs, carapebas e espadas, além de crustáceos. Hoje em dia a pesca se resume a alguns bagres e siris.
Em virtude da beleza do bairro, com canais de rios e muitas áreas ainda cobertas de manguezais, o ecoturismo se mostra como atividade econômica em potencial, embora até 2012 nada tenha sido implementado pela administração municipal. Baralho conta ainda com a velha ponte do rio Sanhauá como um de seus principais patrimônios.